# Chancery Standard
Chancery Standard was een geschreven vorm van het Middelengels die in de late 14e eeuw door de overheid voor administratieve doeleinden werd gebruikt. Het bepalen van een standaard voor de Engelse taal heeft waarschijnlijk veel bijgedragen aan de ontwikkeling van het Engels zoals het tegenwoordig geschreven en gesproken wordt. 
De overheid had voor haar bureaucratie behoefte aan een eenduidige, niet ambigue vorm van het Engels voor de opstelling van officiële documenten. Met dit doel werd de Chancery Standard onder het bewind van Hendrik IV ontwikkeld, zodat het Engels en niet het Anglo-Normandisch, het Frans of het Latijn kon worden gebruikt. Tegen circa 1430 was deze standaard zo goed als ingeburgerd. 
Het was grotendeels gebaseerd op Londense en East Midland dialecten, vermits deze gebieden het politieke en economische centrum van het land uitmaakten. 